# Mijaíl Artsibáshev
Mijaíl Artsibáshev (en ruso: Михаил Арцыбашев; 24 de octubre de 1878 - 3 de marzo de 1927) fue un escritor ruso, uno de los principales exponentes del estilo literario conocido como naturalismo. Era el bisnieto de Tadeusz Kościuszko y el padre de Boris Artzybasheff, quien emigró a los Estados Unidos y se hizo famoso como ilustrador. Después de la Revolución rusa, en 1923 Artsibáshev emigró a Polonia, donde murió en 1927.

## Biografía y obra

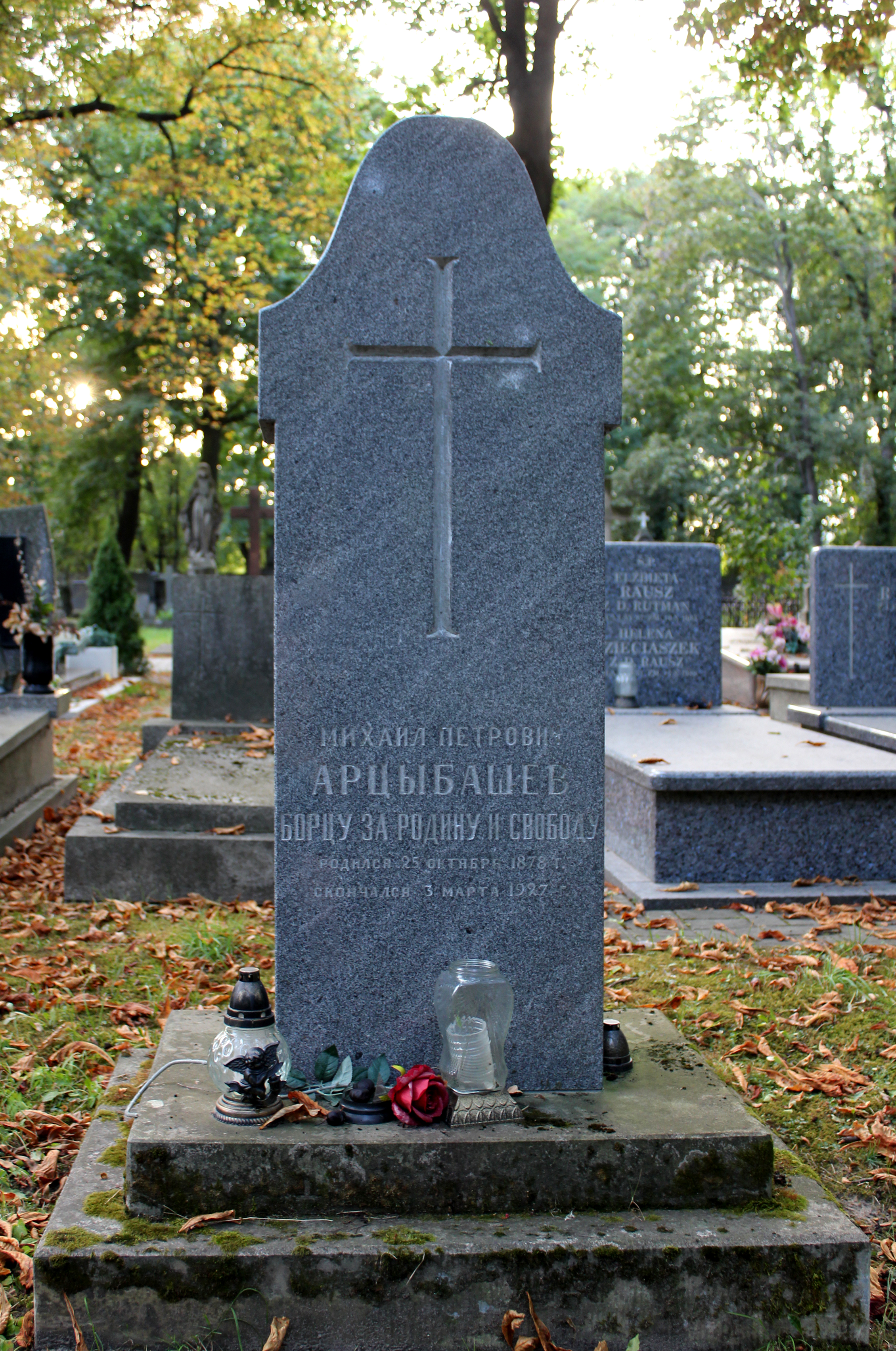
Tumba de Artsibáshev en el Cementerio ortodoxo de Varsovia, 2023

Mijaíl Artsibáshev nació en Járkov, en la actual Ucrania. Estudió en la Escuela de Dibujo y Arte de Járkov entre 1897 y 1898. En el año 1898 se mudó a San Petersburgo, donde trabajó como periodista independiente. Su primera publicación importante fue la historia "Encuentro", publicada en 1901. 
Consideró a su novela Muerte de Lande (1904) como su mejor obra, pero su mayor éxito fue la novela Sanin, de 1907, la cual escandalizó a los lectores rusos y fue prohibida en varios países. El protagonista de la novela, Vladímir Sanin, ignora todas las convenciones sociales y se especializa en seducir aldeanas vírgenes. En una escena famosa, una joven trata de lavar unas vergonzosas manchas blancas de su vestido después de haber mantenido relaciones sexuales con Sanin. 
En 1923 Artsibáshev obtuvo la ciudadanía polaca (su madre era nativa de dicho país) y emigró a Polonia, donde editó el periódico За свободу! (¡Por la libertad!). Adquirió reconocimiento como un enemigo irreconciliable del régimen bolchevique, y los críticos soviéticos apodaron a los fanáticos de sus novelas como sáninstvo y artsibáshevschina. Falleció en Varsovia el 3 de marzo de 1927.
Mijaíl Artsibáshev es el padre de Boris Artzybasheff, quien emigró a los Estados Unidos y adquirió fama como ilustrador.